# ژلینا
ژلینا (به لهستانی:  Zielina) یک روستا در لهستان است که در گمینا ستژلچکی واقع شده‌است. ژلینا ۶۸۹ نفر جمعیت دارد.